# Moringa hildebrandtii
Espèce
Classification phylogénétique
Statut de conservation UICN

CR : 
En danger critique
Moringa hildebrandtii est une espèce d'arbre de la famille des Moringaceae.
Elle est endémique de Madagascar, où elle est éteinte dans le milieu naturel, mais préservée par des pratiques horticoles locales (usage médicinal).
Son tronc lui sert de stockage d'eau lui donnant un peu l'allure d'un baobab. Il  peut atteindre 20 m de haut.
Ses feuilles composées peuvent atteindre 1 mètre de long. Elle a des fleurs blanchâtres en large panicule.